# 1648
Portal Geschichte | Portal Biografien | Aktuelle Ereignisse | Jahreskalender | Tagesartikel

◄ |
16. Jahrhundert |
17. Jahrhundert
| 18. Jahrhundert | ►

◄ |
1610er |
1620er |
1630er |
1640er
| 1650er | 1660er | 1670er | ►

◄◄ |
◄ |
1644 |
1645 |
1646 |
1647 |
1648
| 1649 | 1650 | 1651 | 1652 | ► | ►►
Staatsoberhäupter  · Nekrolog   · Musikjahr
| Januar | Januar | Januar | Januar | Januar | Januar | Januar | Januar |
| Kw     | Mo     | Di     | Mi     | Do     | Fr     | Sa     | So     |
| ------ | ------ | ------ | ------ | ------ | ------ | ------ | ------ |
| 1      |        |        | 1      | 2      | 3      | 4      | 5      |
| 2      | 6      | 7      | 8      | 9      | 10     | 11     | 12     |
| 3      | 13     | 14     | 15     | 16     | 17     | 18     | 19     |
| 4      | 20     | 21     | 22     | 23     | 24     | 25     | 26     |
| 5      | 27     | 28     | 29     | 30     | 31     |        |        |

| Februar | Februar | Februar | Februar | Februar | Februar | Februar | Februar |
| Kw      | Mo      | Di      | Mi      | Do      | Fr      | Sa      | So      |
| ------- | ------- | ------- | ------- | ------- | ------- | ------- | ------- |
| 5       |         |         |         |         |         | 1       | 2       |
| 6       | 3       | 4       | 5       | 6       | 7       | 8       | 9       |
| 7       | 10      | 11      | 12      | 13      | 14      | 15      | 16      |
| 8       | 17      | 18      | 19      | 20      | 21      | 22      | 23      |
| 9       | 24      | 25      | 26      | 27      | 28      | 29      |         |

| März | März | März | März | März | März | März | März |
| Kw   | Mo   | Di   | Mi   | Do   | Fr   | Sa   | So   |
| ---- | ---- | ---- | ---- | ---- | ---- | ---- | ---- |
| 9    |      |      |      |      |      |      | 1    |
| 10   | 2    | 3    | 4    | 5    | 6    | 7    | 8    |
| 11   | 9    | 10   | 11   | 12   | 13   | 14   | 15   |
| 12   | 16   | 17   | 18   | 19   | 20   | 21   | 22   |
| 13   | 23   | 24   | 25   | 26   | 27   | 28   | 29   |
| 14   | 30   | 31   |      |      |      |      |      |

| April | April | April | April | April | April | April | April |
| Kw    | Mo    | Di    | Mi    | Do    | Fr    | Sa    | So    |
| ----- | ----- | ----- | ----- | ----- | ----- | ----- | ----- |
| 14    |       |       | 1     | 2     | 3     | 4     | 5     |
| 15    | 6     | 7     | 8     | 9     | 10    | 11    | 12    |
| 16    | 13    | 14    | 15    | 16    | 17    | 18    | 19    |
| 17    | 20    | 21    | 22    | 23    | 24    | 25    | 26    |
| 18    | 27    | 28    | 29    | 30    |       |       |       |

| Mai | Mai | Mai | Mai | Mai | Mai | Mai | Mai |
| Kw  | Mo  | Di  | Mi  | Do  | Fr  | Sa  | So  |
| --- | --- | --- | --- | --- | --- | --- | --- |
| 18  |     |     |     |     | 1   | 2   | 3   |
| 19  | 4   | 5   | 6   | 7   | 8   | 9   | 10  |
| 20  | 11  | 12  | 13  | 14  | 15  | 16  | 17  |
| 21  | 18  | 19  | 20  | 21  | 22  | 23  | 24  |
| 22  | 25  | 26  | 27  | 28  | 29  | 30  | 31  |

| Juni | Juni | Juni | Juni | Juni | Juni | Juni | Juni |
| Kw   | Mo   | Di   | Mi   | Do   | Fr   | Sa   | So   |
| ---- | ---- | ---- | ---- | ---- | ---- | ---- | ---- |
| 23   | 1    | 2    | 3    | 4    | 5    | 6    | 7    |
| 24   | 8    | 9    | 10   | 11   | 12   | 13   | 14   |
| 25   | 15   | 16   | 17   | 18   | 19   | 20   | 21   |
| 26   | 22   | 23   | 24   | 25   | 26   | 27   | 28   |
| 27   | 29   | 30   |      |      |      |      |      |

| Juli | Juli | Juli | Juli | Juli | Juli | Juli | Juli |
| Kw   | Mo   | Di   | Mi   | Do   | Fr   | Sa   | So   |
| ---- | ---- | ---- | ---- | ---- | ---- | ---- | ---- |
| 27   |      |      | 1    | 2    | 3    | 4    | 5    |
| 28   | 6    | 7    | 8    | 9    | 10   | 11   | 12   |
| 29   | 13   | 14   | 15   | 16   | 17   | 18   | 19   |
| 30   | 20   | 21   | 22   | 23   | 24   | 25   | 26   |
| 31   | 27   | 28   | 29   | 30   | 31   |      |      |

| August | August | August | August | August | August | August | August |
| Kw     | Mo     | Di     | Mi     | Do     | Fr     | Sa     | So     |
| ------ | ------ | ------ | ------ | ------ | ------ | ------ | ------ |
| 31     |        |        |        |        |        | 1      | 2      |
| 32     | 3      | 4      | 5      | 6      | 7      | 8      | 9      |
| 33     | 10     | 11     | 12     | 13     | 14     | 15     | 16     |
| 34     | 17     | 18     | 19     | 20     | 21     | 22     | 23     |
| 35     | 24     | 25     | 26     | 27     | 28     | 29     | 30     |
| 36     | 31     |        |        |        |        |        |        |

| September | September | September | September | September | September | September | September |
| Kw        | Mo        | Di        | Mi        | Do        | Fr        | Sa        | So        |
| --------- | --------- | --------- | --------- | --------- | --------- | --------- | --------- |
| 36        |           | 1         | 2         | 3         | 4         | 5         | 6         |
| 37        | 7         | 8         | 9         | 10        | 11        | 12        | 13        |
| 38        | 14        | 15        | 16        | 17        | 18        | 19        | 20        |
| 39        | 21        | 22        | 23        | 24        | 25        | 26        | 27        |
| 40        | 28        | 29        | 30        |           |           |           |           |

| Oktober | Oktober | Oktober | Oktober | Oktober | Oktober | Oktober | Oktober |
| Kw      | Mo      | Di      | Mi      | Do      | Fr      | Sa      | So      |
| ------- | ------- | ------- | ------- | ------- | ------- | ------- | ------- |
| 40      |         |         |         | 1       | 2       | 3       | 4       |
| 41      | 5       | 6       | 7       | 8       | 9       | 10      | 11      |
| 42      | 12      | 13      | 14      | 15      | 16      | 17      | 18      |
| 43      | 19      | 20      | 21      | 22      | 23      | 24      | 25      |
| 44      | 26      | 27      | 28      | 29      | 30      | 31      |         |

| November | November | November | November | November | November | November | November |
| Kw       | Mo       | Di       | Mi       | Do       | Fr       | Sa       | So       |
| -------- | -------- | -------- | -------- | -------- | -------- | -------- | -------- |
| 44       |          |          |          |          |          |          | 1        |
| 45       | 2        | 3        | 4        | 5        | 6        | 7        | 8        |
| 46       | 9        | 10       | 11       | 12       | 13       | 14       | 15       |
| 47       | 16       | 17       | 18       | 19       | 20       | 21       | 22       |
| 48       | 23       | 24       | 25       | 26       | 27       | 28       | 29       |
| 49       | 30       |          |          |          |          |          |          |

| Dezember | Dezember | Dezember | Dezember | Dezember | Dezember | Dezember | Dezember |
| Kw       | Mo       | Di       | Mi       | Do       | Fr       | Sa       | So       |
| -------- | -------- | -------- | -------- | -------- | -------- | -------- | -------- |
| 49       |          | 1        | 2        | 3        | 4        | 5        | 6        |
| 50       | 7        | 8        | 9        | 10       | 11       | 12       | 13       |
| 51       | 14       | 15       | 16       | 17       | 18       | 19       | 20       |
| 52       | 21       | 22       | 23       | 24       | 25       | 26       | 27       |
| 53       | 28       | 29       | 30       | 31       |          |          |          |

| Januar | Januar | Januar | Januar | Januar | Januar | Januar | Januar |
| Kw     | Mo     | Di     | Mi     | Do     | Fr     | Sa     | So     |
| ------ | ------ | ------ | ------ | ------ | ------ | ------ | ------ |
| 1      |        |        | 1      | 2      | 3      | 4      | 5      |
| 2      | 6      | 7      | 8      | 9      | 10     | 11     | 12     |
| 3      | 13     | 14     | 15     | 16     | 17     | 18     | 19     |
| 4      | 20     | 21     | 22     | 23     | 24     | 25     | 26     |
| 5      | 27     | 28     | 29     | 30     | 31     |        |        |

| Februar | Februar | Februar | Februar | Februar | Februar | Februar | Februar |
| Kw      | Mo      | Di      | Mi      | Do      | Fr      | Sa      | So      |
| ------- | ------- | ------- | ------- | ------- | ------- | ------- | ------- |
| 5       |         |         |         |         |         | 1       | 2       |
| 6       | 3       | 4       | 5       | 6       | 7       | 8       | 9       |
| 7       | 10      | 11      | 12      | 13      | 14      | 15      | 16      |
| 8       | 17      | 18      | 19      | 20      | 21      | 22      | 23      |
| 9       | 24      | 25      | 26      | 27      | 28      | 29      |         |

| März | März | März | März | März | März | März | März |
| Kw   | Mo   | Di   | Mi   | Do   | Fr   | Sa   | So   |
| ---- | ---- | ---- | ---- | ---- | ---- | ---- | ---- |
| 9    |      |      |      |      |      |      | 1    |
| 10   | 2    | 3    | 4    | 5    | 6    | 7    | 8    |
| 11   | 9    | 10   | 11   | 12   | 13   | 14   | 15   |
| 12   | 16   | 17   | 18   | 19   | 20   | 21   | 22   |
| 13   | 23   | 24   | 25   | 26   | 27   | 28   | 29   |
| 14   | 30   | 31   |      |      |      |      |      |

| April | April | April | April | April | April | April | April |
| Kw    | Mo    | Di    | Mi    | Do    | Fr    | Sa    | So    |
| ----- | ----- | ----- | ----- | ----- | ----- | ----- | ----- |
| 14    |       |       | 1     | 2     | 3     | 4     | 5     |
| 15    | 6     | 7     | 8     | 9     | 10    | 11    | 12    |
| 16    | 13    | 14    | 15    | 16    | 17    | 18    | 19    |
| 17    | 20    | 21    | 22    | 23    | 24    | 25    | 26    |
| 18    | 27    | 28    | 29    | 30    |       |       |       |

| Mai | Mai | Mai | Mai | Mai | Mai | Mai | Mai |
| Kw  | Mo  | Di  | Mi  | Do  | Fr  | Sa  | So  |
| --- | --- | --- | --- | --- | --- | --- | --- |
| 18  |     |     |     |     | 1   | 2   | 3   |
| 19  | 4   | 5   | 6   | 7   | 8   | 9   | 10  |
| 20  | 11  | 12  | 13  | 14  | 15  | 16  | 17  |
| 21  | 18  | 19  | 20  | 21  | 22  | 23  | 24  |
| 22  | 25  | 26  | 27  | 28  | 29  | 30  | 31  |

| Juni | Juni | Juni | Juni | Juni | Juni | Juni | Juni |
| Kw   | Mo   | Di   | Mi   | Do   | Fr   | Sa   | So   |
| ---- | ---- | ---- | ---- | ---- | ---- | ---- | ---- |
| 23   | 1    | 2    | 3    | 4    | 5    | 6    | 7    |
| 24   | 8    | 9    | 10   | 11   | 12   | 13   | 14   |
| 25   | 15   | 16   | 17   | 18   | 19   | 20   | 21   |
| 26   | 22   | 23   | 24   | 25   | 26   | 27   | 28   |
| 27   | 29   | 30   |      |      |      |      |      |

| Juli | Juli | Juli | Juli | Juli | Juli | Juli | Juli |
| Kw   | Mo   | Di   | Mi   | Do   | Fr   | Sa   | So   |
| ---- | ---- | ---- | ---- | ---- | ---- | ---- | ---- |
| 27   |      |      | 1    | 2    | 3    | 4    | 5    |
| 28   | 6    | 7    | 8    | 9    | 10   | 11   | 12   |
| 29   | 13   | 14   | 15   | 16   | 17   | 18   | 19   |
| 30   | 20   | 21   | 22   | 23   | 24   | 25   | 26   |
| 31   | 27   | 28   | 29   | 30   | 31   |      |      |

| August | August | August | August | August | August | August | August |
| Kw     | Mo     | Di     | Mi     | Do     | Fr     | Sa     | So     |
| ------ | ------ | ------ | ------ | ------ | ------ | ------ | ------ |
| 31     |        |        |        |        |        | 1      | 2      |
| 32     | 3      | 4      | 5      | 6      | 7      | 8      | 9      |
| 33     | 10     | 11     | 12     | 13     | 14     | 15     | 16     |
| 34     | 17     | 18     | 19     | 20     | 21     | 22     | 23     |
| 35     | 24     | 25     | 26     | 27     | 28     | 29     | 30     |
| 36     | 31     |        |        |        |        |        |        |

| September | September | September | September | September | September | September | September |
| Kw        | Mo        | Di        | Mi        | Do        | Fr        | Sa        | So        |
| --------- | --------- | --------- | --------- | --------- | --------- | --------- | --------- |
| 36        |           | 1         | 2         | 3         | 4         | 5         | 6         |
| 37        | 7         | 8         | 9         | 10        | 11        | 12        | 13        |
| 38        | 14        | 15        | 16        | 17        | 18        | 19        | 20        |
| 39        | 21        | 22        | 23        | 24        | 25        | 26        | 27        |
| 40        | 28        | 29        | 30        |           |           |           |           |

| Oktober | Oktober | Oktober | Oktober | Oktober | Oktober | Oktober | Oktober |
| Kw      | Mo      | Di      | Mi      | Do      | Fr      | Sa      | So      |
| ------- | ------- | ------- | ------- | ------- | ------- | ------- | ------- |
| 40      |         |         |         | 1       | 2       | 3       | 4       |
| 41      | 5       | 6       | 7       | 8       | 9       | 10      | 11      |
| 42      | 12      | 13      | 14      | 15      | 16      | 17      | 18      |
| 43      | 19      | 20      | 21      | 22      | 23      | 24      | 25      |
| 44      | 26      | 27      | 28      | 29      | 30      | 31      |         |

| November | November | November | November | November | November | November | November |
| Kw       | Mo       | Di       | Mi       | Do       | Fr       | Sa       | So       |
| -------- | -------- | -------- | -------- | -------- | -------- | -------- | -------- |
| 44       |          |          |          |          |          |          | 1        |
| 45       | 2        | 3        | 4        | 5        | 6        | 7        | 8        |
| 46       | 9        | 10       | 11       | 12       | 13       | 14       | 15       |
| 47       | 16       | 17       | 18       | 19       | 20       | 21       | 22       |
| 48       | 23       | 24       | 25       | 26       | 27       | 28       | 29       |
| 49       | 30       |          |          |          |          |          |          |

| Dezember | Dezember | Dezember | Dezember | Dezember | Dezember | Dezember | Dezember |
| Kw       | Mo       | Di       | Mi       | Do       | Fr       | Sa       | So       |
| -------- | -------- | -------- | -------- | -------- | -------- | -------- | -------- |
| 49       |          | 1        | 2        | 3        | 4        | 5        | 6        |
| 50       | 7        | 8        | 9        | 10       | 11       | 12       | 13       |
| 51       | 14       | 15       | 16       | 17       | 18       | 19       | 20       |
| 52       | 21       | 22       | 23       | 24       | 25       | 26       | 27       |
| 53       | 28       | 29       | 30       | 31       |          |          |          |

## Ereignisse

### Politik und Weltgeschehen

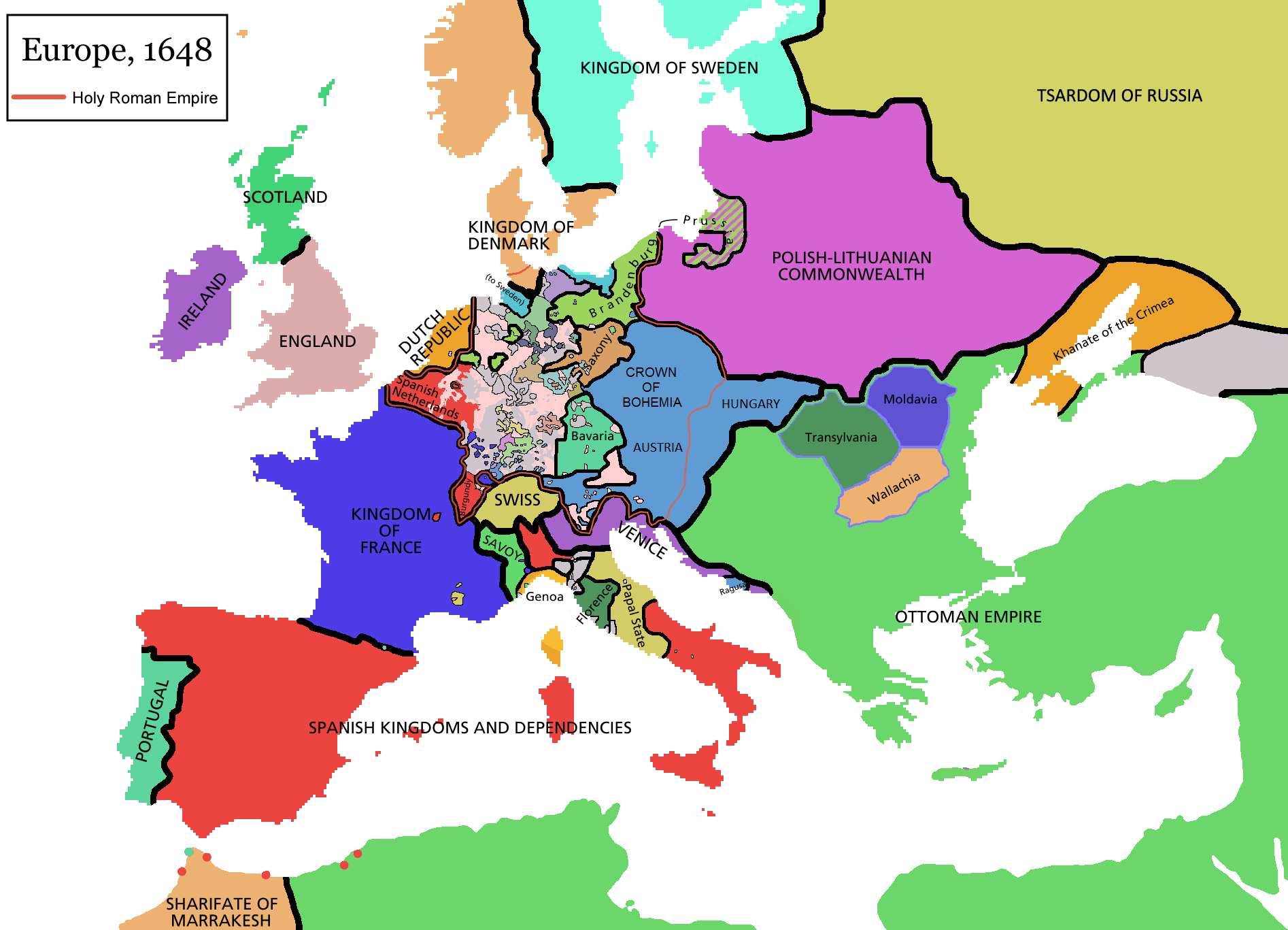
Europa Ende 1648

#### Achtzigjähriger Krieg / Dreißigjähriger Krieg

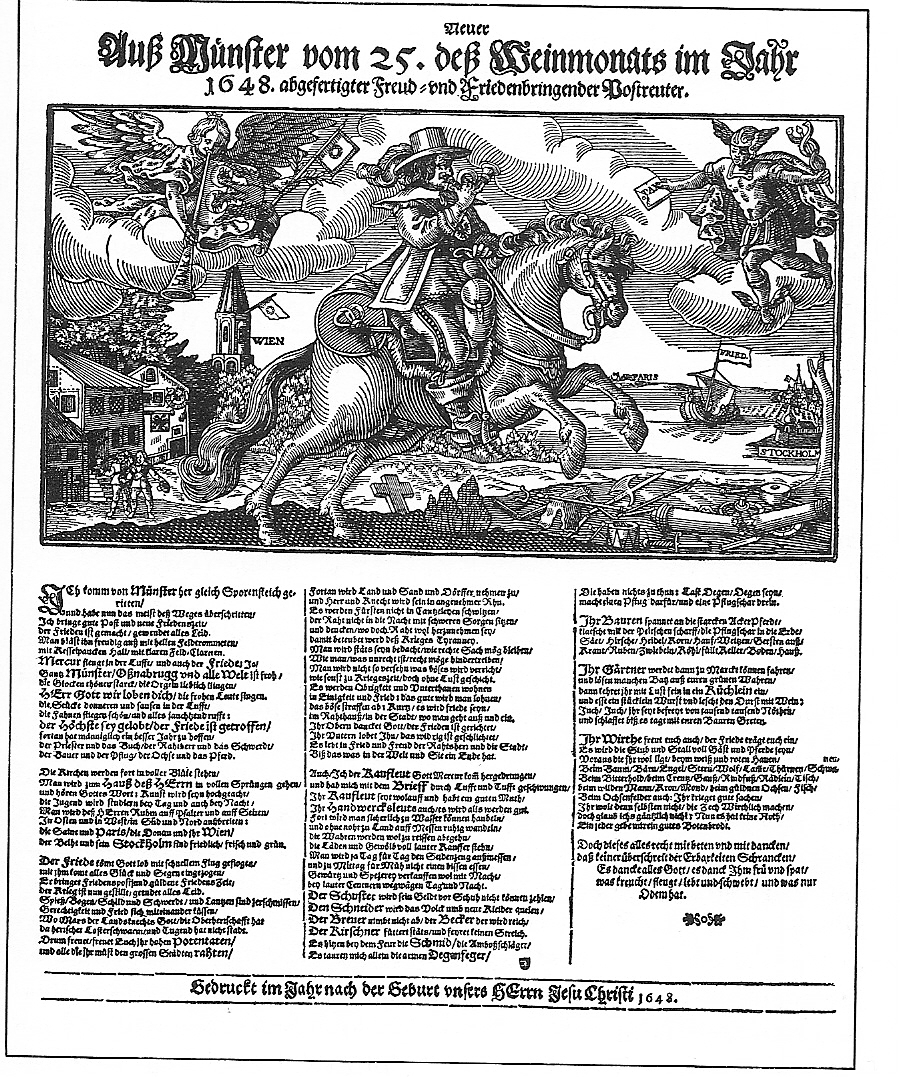
Flugblatt zum Westfälischen Frieden

- 30. Januar: Die Unterschriften der Gesandten unter den Frieden von Münster beenden formell den Achtzigjährigen Krieg zwischen Spanien und den Niederlanden. Er wird am 15. Mai im Rathaus von Münster feierlich beschworen.
- 17. Mai: Die Schlacht bei Zusmarshausen in Bayern ist das letzte größere Gefecht im Dreißigjährigen Krieg unter Beteiligung ausländischer Armeen auf deutschem Boden. Die Franzosen und Schweden unter Turenne und Wrangel besiegen die Kaiserlichen unter Melander und Montecuccoli.
- 14. Juni: Die Schlacht bei Wevelinghoven zwischen kaiserlichen Truppen unter Guillaume de Lamboy und den schließlich siegreichen Einheiten Hessen-Kassels unter Johann von Geyso ist die vorletzte Schlacht im Dreißigjährigen Krieg.
- 26. Juli: Die schwedische Armee unter General Hans Christoph von Königsmarck nimmt die Prager Kleinseite ein. Es kommt in der Folge zum Prager Kunstraub.
- 4. Oktober: Die Schlacht bei Dachau endet mit einem Sieg der kaiserlich-bayerischen Truppen unter Ottavio Piccolomini über die Franzosen und Schweden.

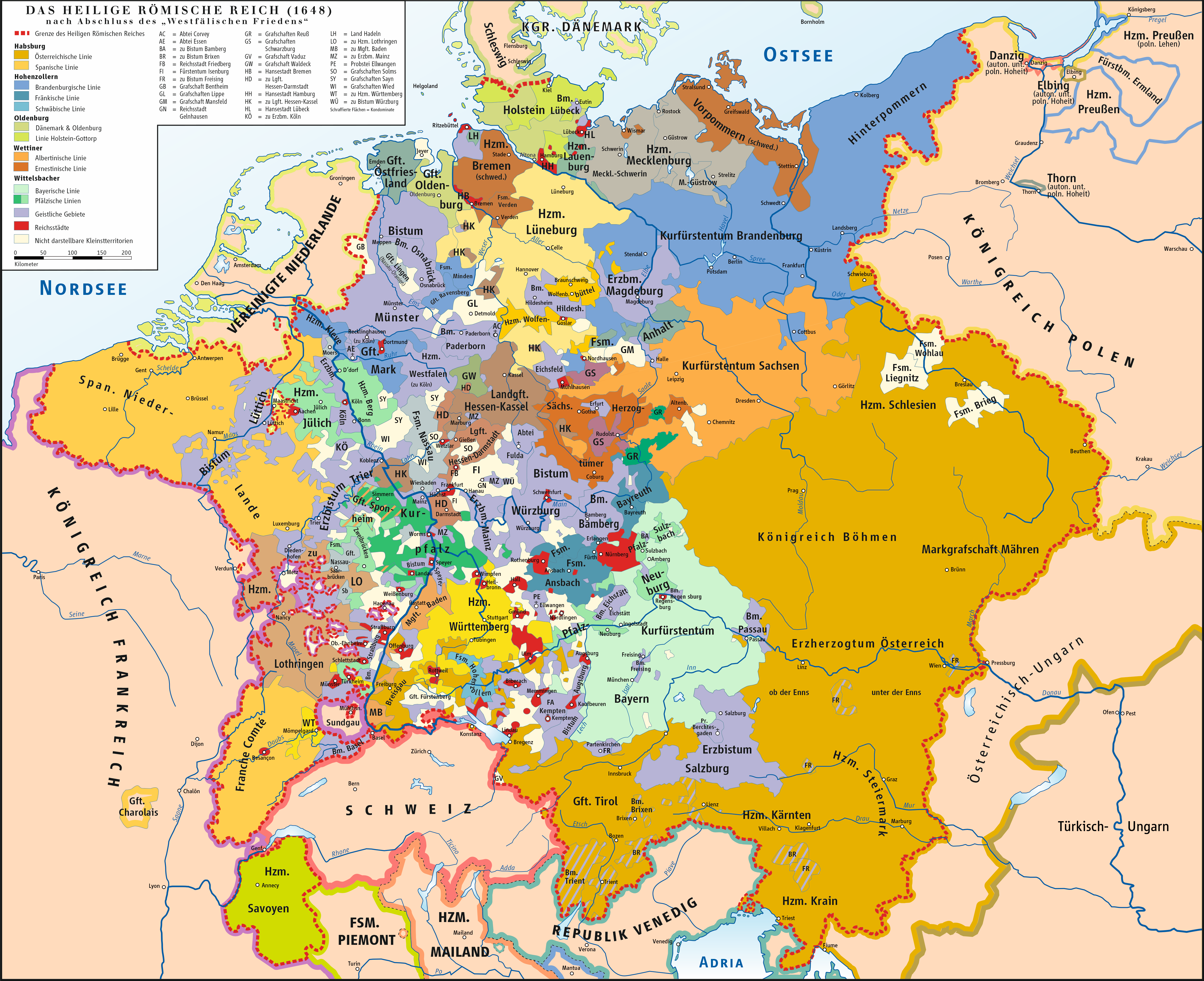
Das Heilige Römische Reich nach dem Westfälischen Frieden

- 24. Oktober: Nach jahrelangen Verhandlungen endet der Dreißigjährige Krieg durch den Abschluss des Westfälischen Friedens. Der päpstliche Gesandte Fabio Chigi verweigert als einziger Verhandlungsführer die Unterschrift unter den Vertrag. Mit der darin enthaltenen Causa palatina wird ein jahrhundertelanger Streit über die Wahl des Kaisers des Heiligen Römischen Reichs beigelegt. Die Schweiz erreicht durch ihren Gesandten Johann Rudolf Wettstein ihre Exemtion aus der kaiserlichen Gerichtsbarkeit. Die Interpretation dieser Maßnahme ist umstritten, wird jedoch überwiegend als Ausgliederung aus dem Reichsverband verstanden. Die Eidgenossenschaft handelt in der Folge als souveräner Staat.

#### Frankreich / Spanien
- 6. August: Um die Freilassung zuvor verhafteter regierungskritischer Richter zu erreichen, beginnt in Frankreich der Aufstand der Fronde.

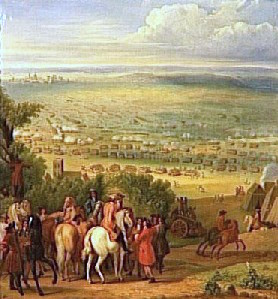
Schlacht bei Lens

- 20. August: Die Schlacht bei Lens endet mit einem Sieg der Franzosen unter Louis II. de Bourbon, prince de Condé, über Spanien unter der Führung von Leopold Wilhelm von Österreich.

#### Nord- und Osteuropa
- 28. Februar: Dem verstorbenen Christian IV. folgt sein Sohn Friedrich III. als König von Dänemark und Norwegen.
- Frühjahr: Unter Führung des Kosaken Bohdan Chmelnyzkyj beginnt mit Unterstützung der Krim-Tataren der bis 1657 dauernde Chmelnyzkyj-Aufstand in Polen-Litauen. Im Zuge der Bauernrevolution gegen die polnische Aristokratie werden in Pogromen 100.000 Juden in Osteuropa umgebracht.
- 20. Mai: Der polnische König Władysław IV. Wasa stirbt überraschend. Sein Bruder Johann II. Kasimir wird zu seinem Nachfolger als König von Polen und Großfürst von Litauen gewählt.

#### Osmanisches Reich / Venedig
- 1. Mai: Die Belagerung von Candia durch das Osmanische Reich beginnt. Die Belagerung der venezianischen Kolonie auf Kreta dauert bis 1669 und ist die längste Belagerung in der Geschichte.
- 12. August: Sultan İbrahim wird abgesetzt und gehängt. Mehmet IV. besteigt den osmanischen Thron.

#### Malta
- 20. November: In Malta wird der St Agatha’s Tower als Teil der Befestigungsanlagen fertiggestellt. Da der Turm unter Großmeister Jean de Lascaris-Castellar errichtet wurde, wird er zu den sogenannten Lascaris Towers gezählt. Konstruktiv entspricht er eher den früher errichteten Wignacourt Towers.

#### England/Schottland/Irland

Schlacht von Preston

- 17. bis 19. August: Die Truppen Oliver Cromwells besiegen die von James Hamilton, 1. Duke of Hamilton angeführten Schotten und Royalisten in der Schlacht von Preston vernichtend.
- Nach dem Sieg der parlamentarischen Streitkräfte über die Schotten bei Preston und der Niederschlagung royalistischer Aufstände endet der Englische Bürgerkrieg. Auf dem Nebenschauplatz Irland kommt es jedoch zu weiteren Kämpfen.

#### Amerika
- 15. Juni: Margaret Jones wird als erstes Opfer der Hexenverfolgung in der Massachusetts Bay Colony hingerichtet. Zu den Mitgliedern des Gerichts, das Margaret Jones wegen Hexerei anklagt und verurteilt, gehören Gouverneur John Winthrop, der stellvertretende Gouverneur Thomas Dudley und die Hilfsgouverneure John Endicott, Richard Bellingham, Simon Bradstreet, John Winthrop jr. und William Pynchon.
- Während der Biberkriege beginnt der bis 1649 andauernde Vernichtungsfeldzug der Irokesen gegen die Wyandot.

#### Entdeckungsreisen
- Der Russe Semjon Iwanowitsch Deschnjow umfährt gemeinsam mit Fedot Alexejewitsch Popow die Tschuktschen-Halbinsel und entdeckt das später nach ihm benannte Ostkap Asiens sowie das Beringmeer. Mit seiner Fahrt durch die Beringstraße widerlegte er die Auffassung, dass zwischen Amerika und Asien eine Landverbindung bestehe.

### Wirtschaft
- 16. April: Die Brandenburgische Staatspost wird gegründet.

### Wissenschaft und Technik
- John Wilkins veröffentlicht in London das mathematische Werk Mathematical Magick.

### Kultur
- 8. Dezember: Zur Hochzeit des Grafen Maximilian Willibald von Waldburg-Wolfegg mit Clara Isabella Prinzessin von Arschot und Arenberg wird in Lindau von der Jesuitenschule im Rahmen der Hochzeitsfeierlichkeiten das musikalisch-dramatische Festspiel Armamentarium comicum amris et honoris des Komponisten Bartholomäus Aich uraufgeführt.
- Prager Kunstraub 1648

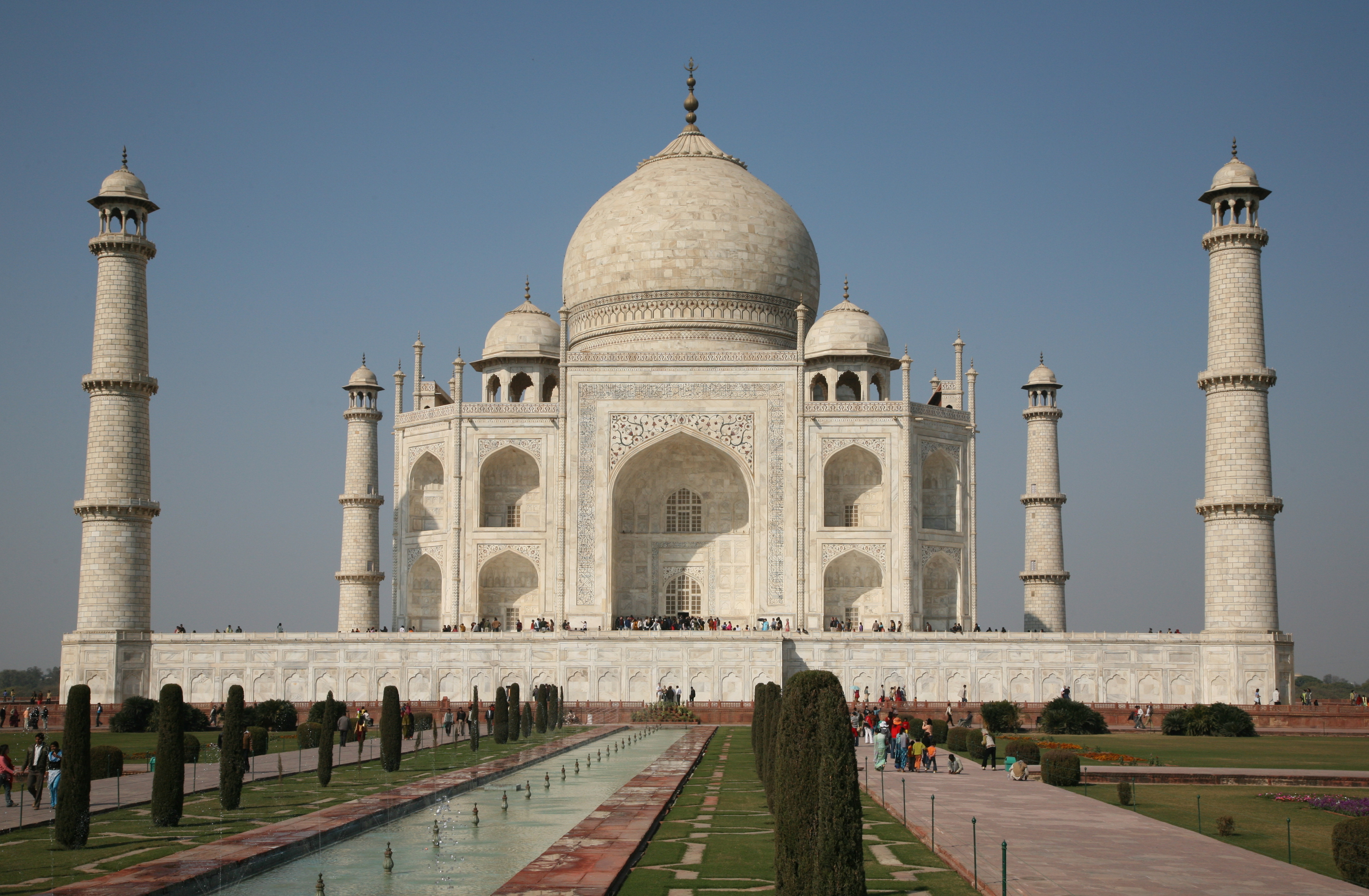
Taj Mahal

- In Indien wird der Taj Mahal fertiggestellt.
- Gründung der Künstlervereinigung Académie royale de peinture et de sculpture in Paris
- Heinrich Schütz veröffentlicht das Werk Geistliche Chormusik.

### Religion
- 26. November: Papst Innozenz X. legt mit der Bulle Zelo domus Dei Protest gegen die religionsrechtlichen Bestimmungen des Westfälischen Friedens ein. Er bleibt wirkungslos.
- Das buddhistische Kloster Tongkhor Gompa wird gegründet.

### Natur und Umwelt

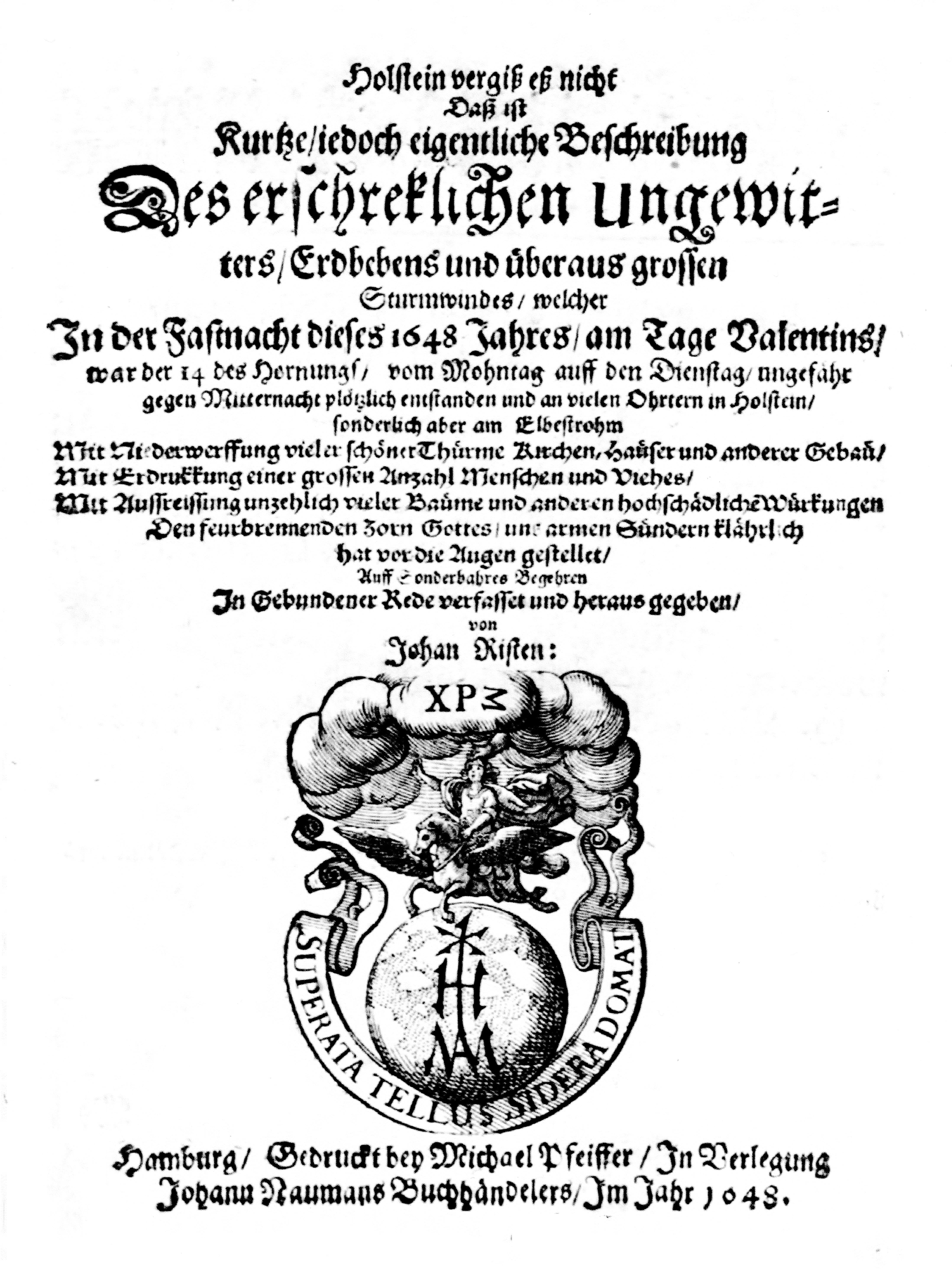
Deckblatt des Buchs Holstein vergiß es nicht! aus dem Jahr 1648 von Johann Rist

- 14. Februar: Die Naturkatastrophe von Holstein, auch Fastelabendsflut (Fastnachtsflut) 1648 oder das Erdbeben von Holstein vom 14. Februar 1648, ist eine äußerst ungewöhnliche Kombination von zwei Naturereignissen in den Holsteinischen Elbmarschen.

## Geboren

### Erstes Halbjahr
- 24. Januar: Clara Elisabeth von Platen, Mätresse und Drahtzieherin der Königsmarck-Affäre in Hannover († 1700)
- 02. Februar: Samuel Strimesius, deutscher Physiker und reformierter Theologe († 1730)
- 21. Februar: Johann Friedrich Karg von Bebenburg, kurkölnischer Obristkanzler und Premierminister († 1719)
- 23. Februar: Arabella Churchill, Mätresse von Jakob II. von England († 1730)
- 16. März: Wolfgang Dientzenhofer, deutscher Baumeister († 1706)
- 04. April: Grinling Gibbons, englischer Bildhauer († 1721)
- 09. April: Henri de Massue, französischer hugenottischer Adeliger († 1720)
- 26. April: Peter II., Regent und König von Portugal aus dem Hause Braganza († 1706)
- 15. Mai: Wilhelm I., Landgraf von Hessen-Rotenburg († 1725)
- 24. Mai: Albrecht, Herzog von Sachsen-Coburg († 1699)
- 28. Mai: Martin Junkhans, österreichischer Orgelbauer († 1728)

### Zweites Halbjahr
- 02. Juli: Arp Schnitger, einer der berühmtesten Orgelbauer seiner Zeit († 1719)
- 20. Juli: Johann Wilhelm Bentinck, 1. Earl of Portland, niederländisch-englischer Höfling und Diplomat († 1709)
- 23. Juli: Anna Henriette Julie von Pfalz-Simmern, Titular-Pfalzgräfin und Fürstin von Condè († 1723)
- 09. August: Johann Michael Bach, deutscher Komponist († 1694)
- 22. August: Gerard Hoet, niederländischer Maler († 1733)
- 02. September: Magdalena Sibylla von Sachsen-Weißenfels, Herzogin von Sachsen-Gotha-Altenburg († 1681)
- 06. September: Johann Schelle, deutscher Komponist des Barock († 1701)
- 11. September: Hieronymus Snitger, Hamburger Kaufmann und Politiker († 1686)
- 14. September: Caspar Neumann, evangelischer Pfarrer, Kircheninspektor und Kirchenlieddichter († 1715)
- 27. September: Michelangelo Tamburini, General der Societas Jesu († 1730)
- 13. Oktober: Françoise Madeleine d’Orléans, Herzogin von Savoyen († 1664)
- 16. Oktober: Johann Arnoldi, stolbergischer Hofrat († 1718)
- 12. November: Juana Inés de la Cruz, mexikanische Dichterin († 1695)
- 20. November: Joseph Adelmann, deutscher Jesuit und Hochschullehrer († 1693)
- 20. Dezember: Tommaso Ceva, italienischer Mathematiker und Dichter († 1737)
- 000Dezember: Charles François d’Angennes, Marquis von Maintenon († 1691)

### Genaues Geburtsdatum unbekannt
- Gaspard Abeille, französischer Geistlicher, Schriftsteller und Dramatiker († 1718)
- Moll Davis, englische Theaterschauspielerin und Mätresse von Karl II. von England († um 1700)
- Hannibal von Degenfeld, schwäbischer Heerführer († 1691)
- Daniel Quare, englischer Uhrmacher († 1724)
- Joseph Raphson, englischer Mathematiker († 1715)

### Geboren um 1648
- Thomas Thynne, englischer Adeliger und Politiker († 1682)

## Gestorben

### Erstes Halbjahr
- 08. Januar: Alheit Snur, Opfer der Hexenverfolgung in Hannover (* um 1588)
- 09. Januar: David Gregor Corner, deutscher Abt, Kirchenlieddichter und Theologe (* 1585)
- 10. Januar: Stephan Bethlen, ungarischer Adliger, Fürst von Siebenbürgen (* 1582)
- 20. Januar: Magdalena Katharina von Pfalz-Zweibrücken, Pfalzgräfin und Herzogin von Pfalz-Birkenfeld (* 1607)
- 28. Februar: Christian IV., König von Dänemark und Norwegen (* 1577)
- 12. März: Tirso de Molina, spanischer Dramatiker (* 1579)
- 10. April: Hans Jakob von Koseritz, Mitglied der „Fruchtbringenden Gesellschaft“ (* 1610)
- 11. April: Matthäus Apelt, deutscher Komponist und Kirchenlieddichter (* 1594)
- 12. April: Katharina Belgica von Oranien-Nassau, Gräfin von Hanau-Münzenberg (* 1578)
- 13. April: Martin Faber, Architekt, Kunstmaler, Kartograf und Ratsherr der Stadt Emden in Ostfriesland (* 1587)
- 22. April: Alonso Rodriguez, italienischer Maler (* 1578)
- 27. April: Johann Behm, deutscher lutherischer Theologe (* 1578)
- 28. April: Wiebke Kruse, Mätresse des dänischen Königs Christian IV. (* 1605)
- 000April: Alessandro Abondio, italienischer Medailleur und Wachsbossierer
- 02. Mai: Johann Quistorp der Ältere, deutscher Theologieprofessor, Rektor der Universität Rostock (* 1584)
- 17. Mai: Peter Melander von Holzappel, Feldherr und Oberbefehlshaber der kaiserlich-ligistischen Truppen (* 1589)
- 19. Mai: Stefan Potocki, polnischer Heerführer (* 1624)
- 20. Mai: Władysław IV. Wasa, polnischer König/quasi Zar von Russland (* 1595)
- 23. Mai: Louis Le Nain, französischer Maler, (* um 1593)
- 25. Mai: Antoine Le Nain, französischer Maler, (* um 1588)
- 26. Mai: Vincent Voiture, französischer Dichter und Schriftsteller (* 1598)
- 09. Juni: Karl von Saurau, Landeshauptmann der Steiermark (* 1587)
- 12. Juni: Johannes Conradus, deutscher Jurist und Ratssekretär der Hansestadt Lübeck (* 1581)
- 25. Juni: Godart van Reede, niederländischer Staatsmann (* 1588)

### Zweites Halbjahr
- 07. Juli: Arngrímur Jónsson, isländischer Gelehrter (* 1568)
- 02. August: Claudia von Lothringen, Herzogin von Lothringen (* 1612)
- 08. August: Hezarpare Ahmed Pascha, Großwesir des Osmanischen Reiches
- 12. August: Albrecht von Kolowrat-Liebsteinsky, böhmischer Vizekanzler (* 1583)
- 18. August: İbrahim, Sultan des Osmanischen Reiches (* 1615)
- 01. September: Marin Mersenne, französischer Mathematiker und Theologe (* 1588)
- 20. September: Ivan Lukačić, kroatischer Komponist (* 1587)
- 11. Oktober: Georg I. Rákóczi, Fürst von Siebenbürgen (* 1593)
- 15. Oktober: Simone Cantarini, italienischer Maler (* 1612)
- 01. November: Ulrich II., Graf von Ostfriesland (* 1605)
- 15. November: Johann Baptist Verda von Verdenberg, erster Hofkanzler für Nieder-, Inner- und Oberösterreich (* um 1582)
- 17. November: Thomas Ford, englischer Komponist, Lautenist, Gambist und Dichter (* 1580)
- 02. Dezember: Heinrich Julius von Zerssen, deutscher Hofbeamter (* 1583)
- 10. Dezember: Friedrich IV., Herzog zu Braunschweig und Lüneburg, Fürst von Lüneburg (* 1574)
- 25. Dezember: Claudia de’ Medici, Erzherzogin von Österreich und Landesfürstin von Tirol (* 1604)

### Genaues Todesdatum unbekannt
- Michael East, englischer Organist und Komponist (* um 1580)